# Epichilo
Epichilo is een geslacht van vlinders van de familie grasmotten (Crambidae).

## Soorten
- E. irroralis (Hampson, 1919)
- E. obscurefaciellus De Joannis, 1927
- E. obscurefasciellus (de Joannis, 1927)
- E. parvellus Ragonot, 1889
- E. vartianae Bleszynski, 1965